# Ralph Harman Booth
Pour les articles homonymes, voir Booth.
Ralph Harman Booth (1873-1931) est un diplomate et journaliste américain qui a constitué un groupe de presse aux États-Unis au XIXe siècle, lié à la nébuleuse de l'Empire de presse Scripps-Howard.

## Histoire
Né en 1873, Ralph Harmann Booth est l'un des dix enfants de Clara Louise Irène Gagnier Booth et d'Henry Wood, patron de presse à Toronto, au Canada.
Devenu journaliste, il fonde de nombreux titres et devient président du groupe de presse « Booth Publishing Company », basé à Détroit, dans le Michigan. Avec ses frères Edmund Wood Booth (1866-1927) et George G. Booth (1864-1949), il rachète les journaux Flint Journal, Kalamazoo Gazetie, Saginaw Daily News, Ann Arbor Times News, Jackson Citizen Patriot, Muskegon Chronicle, et Bay City Times. Il accepte d'apporter dans la corbeille familiale ses propres quotidiens en 1914, ceux de la Booth Publishing Company, qui 15 ans plus tard s'efface en 1929 lors de la création de la société Booth newspapers.
Devenu diplomate à la fin de sa carrière, il est ministre plénipotentiaire des États-Unis au Danemark en 1930, avant de décéder dans ce pays à l'âge de seulement 58 ans. Après sa mort en 1931, sa femme Mary Booth lègue plusieurs tableaux au Detroit Institute of Arts, dont son mari a été président, et à la National Gallery of Art.